# Campeonato Ucraniano de Futebol
O Campeonato Ucraniano de Futebol (em ucraniano, "Українська Прем'єр-ліга", Ukrayinska Premier Liha; em português:  Primeira Liga Ucraniana) é a principal competição de futebol entre clubes da Ucrânia.

## História
A primeira edição ocorreu no ano de 1992 e o Tavriya Simferopol, clube da República Autônoma da Crimeia, sagrou-se campeão. No mesmo ano iniciou-se uma segunda temporada, prolongada até a metade do ano seguinte, a fim de ajustar-se ao calendário europeu (ao contrário do Campeonato Russo, que, assim como o soviético, permaneceu sendo disputado ao longo do ano).
A partir da segunda edição, o Dínamo Kiev tornou-se a força dominante, ganhando nove vezes seguidas até 2002, quando o Shakhtar Donetsk venceu pela primeira vez. Ambos passaram a dividir os títulos desde então, com o Dínamo, maior campeão soviético, contabilizando atualmente (até setembro de 2018) quinze títulos, e o Shakhtar - clube que emergiu após o fim da URSS, jamais tendo vencido o campeonato do antigo país - onze.
Dnipro Dnipropetrovsk e Zorya Luhansk (outrora, Zorya Voroshilovgrado), os outros únicos clubes ucranianos a terem ganho o campeonato soviético, ainda não faturaram nenhuma edição da Liga, que passou recentemente a atrair cada vez mais jogadores não-restritos aos países da ex-União Soviética, incluindo bom número de brasileiros.

## Campeões
| Temporada | Campeão            | Vice-Campeão          | Artilheiro                                                                   |
| --------- | ------------------ | --------------------- | ---------------------------------------------------------------------------- |
| 1991–92   | Tavriya Simferopol | Dínamo de Kiev        | Yuri Hudymenko (Tavriya Simferopol, 12 gols)                                 |
| 1992–93   | Dínamo de Kiev     | Dnipro Dnipropetrovsk | Serhiy Husyev (Chornomorets Odessa, 17 gols)                                 |
| 1993–94   | Dínamo de Kiev     | Shakhtar Donetsk      | Timerlan Huseinov (Chornomorets Odessa, 18 gols)                             |
| 1994–95   | Dínamo de Kiev     | Chornomorets Odessa   | Arsen Avakov (Torpedo Zaporizhzhya, 21 gols)                                 |
| 1996–97   | Dínamo de Kiev     | Shakhtar Donetsk      | Oleh Matveyev (Shakhtar Donetsk, 21 gols)                                    |
| 1995–96   | Dínamo de Kiev     | Chornomorets Odessa   | Timerlan Huseinov (Chornomorets Odessa, 20 gols)                             |
| 1997–98   | Dínamo de Kiev     | Shakhtar Donetsk      | Serhiy Rebrov (Dínamo de Kiev, 22 gols)                                      |
| 1998–99   | Dínamo de Kiev     | Shakhtar Donetsk      | Andriy Shevchenko (Dínamo de Kiev, 18 gols)                                  |
| 1999–00   | Dínamo de Kiev     | Shakhtar Donetsk      | Maksim Shatskikh (Dínamo de Kiev, 20 gols)                                   |
| 2000–01   | Dínamo de Kiev     | Shakhtar Donetsk      | Andriy Vorobei (Shakhtar Donetsk, 21 gols)                                   |
| 2001–02   | Shakhtar Donetsk   | Dínamo de Kiev        | Serhiy Shyshchenko (Metallurg Donetsk, 12 gols)                              |
| 2002–03   | Dínamo de Kiev     | Shakhtar Donetsk      | Maksim Shatskikh (Dínamo de Kiev, 22 gols)                                   |
| 2003–04   | Dínamo de Kiev     | Shakhtar Donetsk      | Giorgi Demetradze (Metallurg Donetsk, 18 gols)                               |
| 2004–05   | Shakhtar Donetsk   | Dínamo de Kiev        | Oleksandr Kosyrin (Chornomorets Odessa, 14 gols)                             |
| 2005–06   | Shakhtar Donetsk   | Dínamo de Kiev        | Brandão (Shakhtar Donetsk, 15 gols) Emmanuel Okoduwa (Arsenal Kyiv, 15 gols) |
| 2006–07   | Dínamo de Kiev     | Shakhtar Donetsk      | Oleksandr Hladkyi (Kharkiv 13 gols)                                          |
| 2007–08   | Shakhtar Donetsk   | Dínamo de Kiev        | Marko Dević (Metalist Kharkiv 19 gols)                                       |
| 2008–09   | Dínamo de Kiev     | Shakhtar Donetsk      | Oleksandr Kovpak (Tavriya Simferopol 17 gols)                                |
| 2009–10   | Shakhtar Donetsk   | Dínamo de Kiev        | Artem Milevskyi (Dínamo de Kiev 17 gols)                                     |
| 2010–11   | Shakhtar Donetsk   | Dínamo de Kiev        | Yevgen Seleznov (Dnipro Dnipropetrovsk 17 gols)                              |
| 2011–12   | Shakhtar Donetsk   | Dínamo de Kiev        | Yevgen Seleznov (Shakhtar Donetsk 14 gols)                                   |
| 2012–13   | Shakhtar Donetsk   | Metalist Kharkiv      | Henrikh Mkhitaryan (Shakhtar Donetsk 25 gols)                                |
| 2013–14   | Shakhtar Donetsk   | Dnipro Dnipropetrovsk | Luiz Adriano (Shakhtar Donetsk 20 gols)                                      |
| 2014–15   | Dínamo de Kiev     | Shaktar Donetsk       | Alex Teixeira (Shakhtar Donetsk 17 gols)                                     |
| 2015–16   | Dínamo de Kiev     | Shaktar Donetsk       | Alex Teixeira (Shakhtar Donetsk 22 gols)                                     |
| 2016–17   | Shaktar Donetsk    | Dínamo de Kiev        | Andriy Yarmolenko (Dínamo de Kiev 15 gols)                                   |
| 2017–18   | Shaktar Donetsk    | Dínamo de Kiev        | Facundo Ferreyra (Shakhtar Donetsk 21 gols)                                  |
| 2018–19   | Shaktar Donetsk    | Dínamo de Kiev        | Júnior Moraes (Shaktar Donetsk 19 gols)                                      |
| 2019–20   | Shaktar Donetsk    | Dínamo de Kiev        | Júnior Moraes (Shaktar Donetsk 20 gols)                                      |
| 2020–21   | Dínamo de Kiev ‡   | Shakhtar Donetsk      | Vladyslav Kulach (Vorskla Poltava, 15 gols)                                  |
| 2021–22   | Shakhtar Donetsk   | Dínamo de Kiev        | Artem Dovbyk (Dnipro-1, 14 gols)                                             |
| 2022–23   | Shakhtar Donetsk   | Dnipro-1              | Artem Dovbyk (Dnipro-1, 24 gols)                                             |
| 2023–24   | Shakhtar Donetsk   | Dínamo de Kiev        | Vladyslav Vanat (Dínamo de Kiev, 14 gols)                                    |
| 2024-25   | Dínamo de Kiev     | Oleksandria           | Vladyslav Vanat (Dínamo de Kiev, 17 gols)                                    |

## Número de títulos por clube
| Clube                 | Vencedores | Vice-campeão | Temporadas |
| --------------------- | ---------- | ------------ | --- |
| Dínamo de Kiev        | 17         | 14           | 1992–93, 1993–94, 1994–95, 1995–96, 1996–97, 1997–98, 1998–99, 1999-00, 2000–01, 2002–03, 2003–04, 2006–07, 2008–09, 2014–15, 2015-16, 2020-2021, 2024–25 |
| Shakhtar Donetsk      | 16         | 13           | 2001–02, 2004–05, 2005–06, 2007–08, 2009–10, 2010–11, 2011-12, 2012–13, 2013–14, 2016–17, 2017–18, 2018–19, 2019–20, 2021-22, 2022-23, 2023-24            |
| Tavriya Simferopol    | 1          | 0            | 1992 |
| Chornomorets Odessa   | 0          | 2            | |
| Dnipro Dnipropetrovsk | 0          | 2            | |
| Metalist Kharkiv      | 0          | 1            | |
| Dnipro-1              | 0          | 1            | |

## Jogadores notáveis
| - Debatik Curri - Armend Dallku - Elvin Beqiri - Ara Hakobyan - Arman Karamyan - Artavazd Karamyan - Yegishe Melikyan - Samir Aliyev - Tarlan Akhmedov - Mahmud Gurbanov - Valiantsin Bialkevich - Artem Chelyadzinsky - Aliaksandr Danilow - Siargei Karnilenka - Vladzimir Karytska - Nikolai Kasheusky - Aliaksandr Khatskevich - Pavel Kirilchik - William Batista - Brandão - Corrêa - Edmar - Elano - Fernandinho - Jádson - Junior - Kléber - Matuzalem - Anderson Ribeiro - Diogo Rincón - Ilsinho - Luiz Adriano |  | - Velizar Dimitrov - Predrag Pažin - Georgi Peev - Abdoulaye Djire - Yaya Touré - Venance Zézé - Constantinos Makrides - Mladen Bartulović - Jerko Leko - Ivica Pirić - Stipe Pletikosa - Goran Sablić - Darijo Srna - Tomáš Hübschman - Taavi Rähn - Shalva Abhazava - Malkhaz Asatiani - Georgi Demetradze - Vasyl Gigiadze - Lasha Jakobia - Gocha Jamarauli - Kakha Kaladze - Jaba Kankava - Dato Kvirkvelia - Irakli Modebadze - Ismaël Bangoura - Māris Verpakovskis - Mindaugas Kalonas - Badr El Kaddouri - / Sendley Sidney Bito |  | - Julius Aghahowa - Tony Alegbe - Michael Chidi Alozi - Samson Godwin - Lucky Idahor - Emmanuel Okoduwa - Isaac Okoronkwo - Harrison Omoko - Ayila Yussuf - Paolo de la Haza - Andrés Mendoza - Seweryn Gancarczyk - Mariusz Lewandowski - Maciej Nalepa - Marian Aliuţă - Florin Cernat - Daniel Florea - Tiberiu Ghioane - Ciprian Marica - Răzvan Raţ - Flavius Stoican - Andrei Fedkov - Rolan Gusev - Andrei Karyaka - Yuri Nikiforov - Gennadiy Nizhegorodov - Viktor Onopko - Oleg Salenko - Sergey Samodin - Ilia Tsymbalar |  | - Papa Gueye - Assane N'Diaye - Marko Dević - Vladimir Dišljenković - Igor Duljaj - Goran Gavrančić - Jovan Markoski - Miloš Ninković - Milan Obradović - Aleksandar Trišović - Zvonimir Vukić - Arsen Avakov - / Erol Bulut - Vitaliy Denisov - Maksim Shatskikh |